# Argyresthia trifasciata
Argyresthia trifasciata (tên tiếng Anh: Juniper Ermine Moth) là một loài bướm đêm thuộc họ Yponomeutidae. Nó được tìm thấy ở great parts của châu Âu, but originates from Anpơ.
Sải cánh dài 7–10 mm. Con trưởng thành bay từ tháng 5 đến tháng 9. .
Ấu trùng ăn Juniperus communis, Thuja, Chamaecyparis và Leylandcipres.

## Hình ảnh

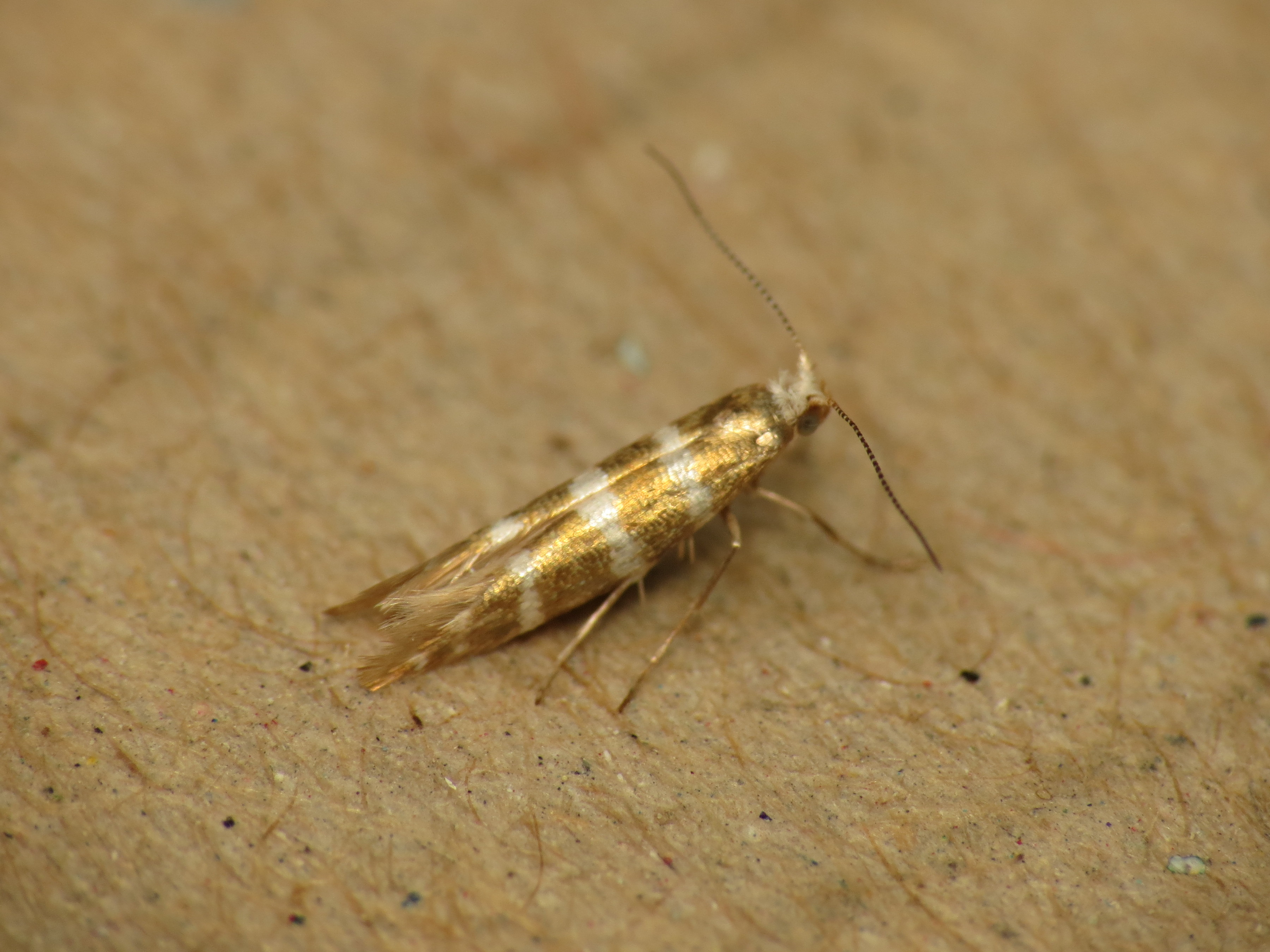
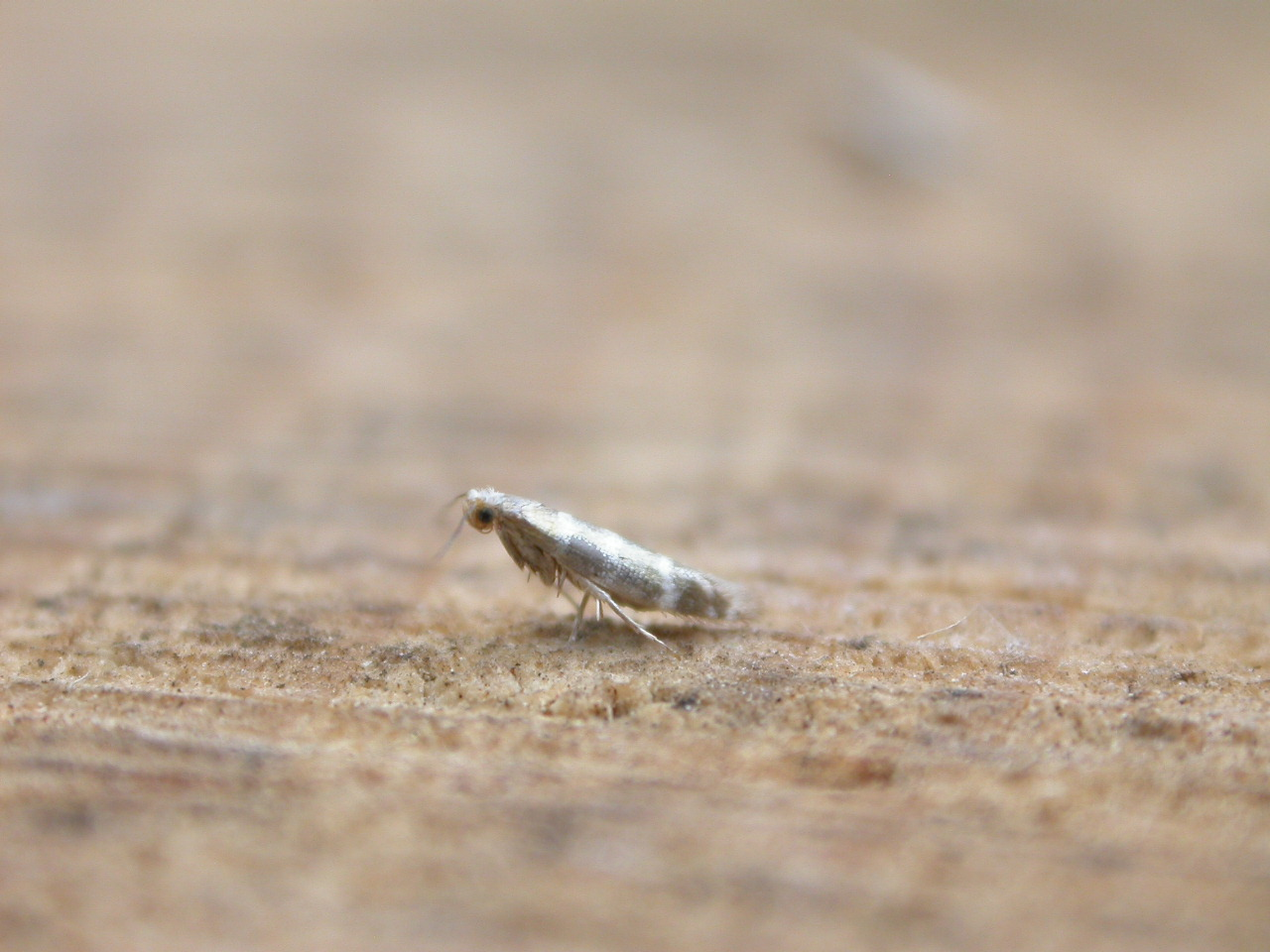
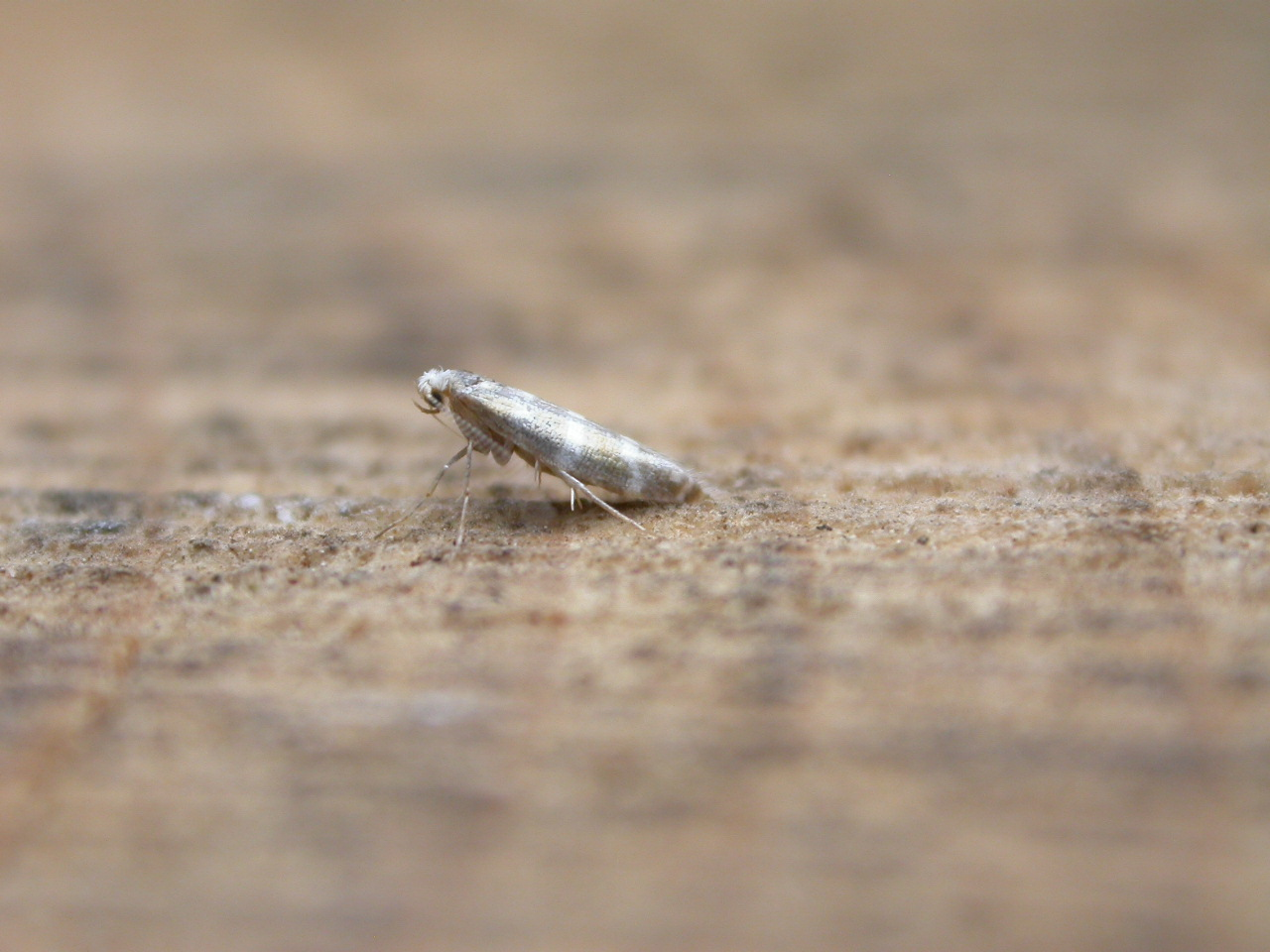
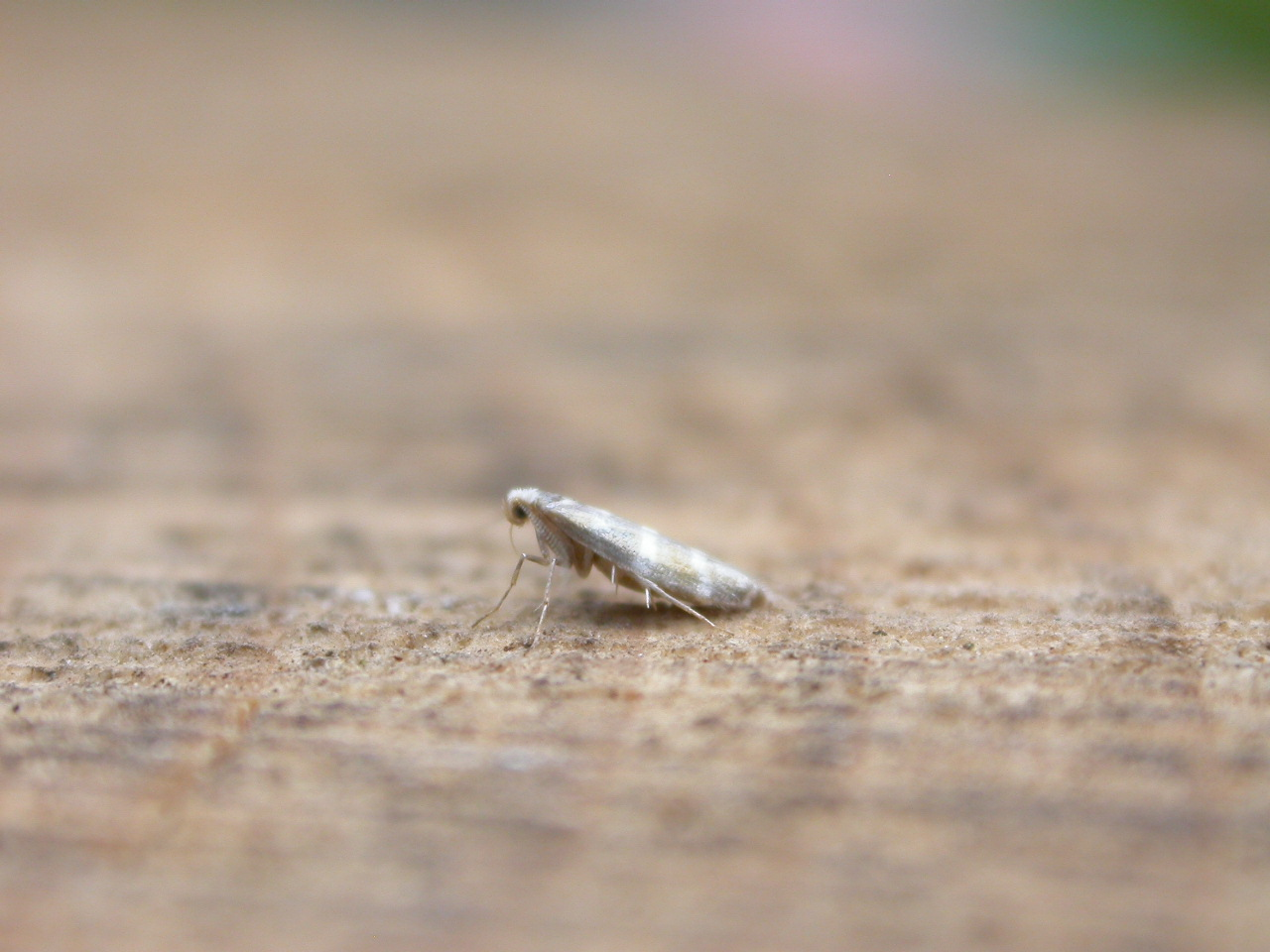